# Sarcolobus globosus
Sarcolobus globosus är en oleanderväxtart. Sarcolobus globosus ingår i släktet Sarcolobus och familjen oleanderväxter.

## Underarter
Arten delas in i följande underarter:
- S. g. globosus
- S. g. peregrinus